# 大庄
株式会社大庄（だいしょう、英: DAISYO CORPORATION）は、外食産業の企業。本社所在地は東京都大田区。

## 概要
『庄や』、『やるき茶屋』、『日本海庄や』、『うたうんだ村』、『大庄水産』などのブランド名で大衆割烹チェーンストアを全国に展開。直営店舗、フランチャイズ店舗があり、ブランドラインを総称して「庄やグループ」と呼んでいる。M&Aも積極的に行い業務を拡大。創業者は平辰。
「はい!よろこんで！」という受け答えで知られ、2010年12月よりスタートしたTwitter特設サイトの名称も、これをもじって「ハイ！ よろこんでナウ！」としている。Twitterでは全国600人以上の店長が個々の店舗のサービス状況についてつぶやいている。
2014年、24歳の社員が過労死したことと当時1ヶ月80時間の時間外労働を給料に組み込んでいたこと（80時間の時間外労働を行わないと満額の給料が支払われない）などを理由としてブラック企業大賞にノミネートされる。訴訟では最高裁まで争われた結果、労働者側の言い分が認められ、会社と役員に対しても7860万円の支払いが命じられた。2014年9月に平了寿が社長に就任、業務構造改革を発表し労働環境の改善を推進。その後、2015年には時間外労働による労働基準法違反の疑いで書類送検されるが、東京地検の調査の結果、労働環境の改革が進み「改善されている」との判断で不起訴となった。

## 沿革
- 1968年4月2日 - 創業。
- 1971年11月 - 株式会社朱鷺を設立。
- 1973年3月 - 千代田区に大衆割烹「庄や本家店（庄や1号店）」開店。
- 1976年7月 - 有限会社大庄を設立。
- 1978年4月 - 社内研修センターとして「日本料理専門学校」開設。
- 1982年10月 - 株式会社やる気茶屋を設立。
- 1985年6月 - 「東京都調理高等職業訓練校」設立。
- 1989年
  - 9月 - 有限会社大庄を吸収合併し、現社名に変更。本店を大田区に移転。
  - 12月 - 居酒屋「949」チェーンを展開する株式会社イズプランニングを買収。
- 1990年5月 - 衛生管理・食材検査等のため「食品衛生研究所」開設。
- 1991年
  - 3月 - 直営店69店舗となる。
  - 4月 - 定置網漁業、水産物加工販売のため、有限会社グラマー・フィッシュに出資。
- 1992年
  - 4月 - 株式会社やる気茶屋を吸収合併、直営店110店舗に。
  - 8月 - 居酒屋「呑兵衛」を展開する株式会社木戸商事に事業参加。
- 1993年
  - 8月 - 水産物・水産加工物販売のため、米川水産株式会社に資本参加。
  - 12月 - 食材配送の効率化を図り、物流センターを品川区に移転。
- 1994年7月 - 東京証券取引所・店頭市場に公開。
- 1995年6月 - 讃岐食品株式会社から「讃岐茶屋」店舗を買収。
- 1996年
  - 10月 - セントラルキッチン機能を持つ食品工場が大田区に完成。
  - 12月 - 欧風家庭料理レストラン「マ・メゾン」を買収。
- 1997年
  - 3月 -「MIYABI」の食パン製造販売のため、株式会社ディー・エスぎをんボローニャを設立。
  - 5月 - 東京証券取引所2部上場。
- 1999年
  - 2月 - 東京証券取引所1部指定替え。
  - 4月 - 病院・福祉施設での給食施設運営を目的に、株式会社アルスを設立。
  - 8月 - 株式会社木戸商事等を吸収合併、直営店323店舗に。
- 2003年
  - 1月 - 総合科学新潟研究所を開設。
  - 3月 - 居酒屋「榮太郎」チェーンを展開する株式会社榮太郎と合併。
- 2005年
  - 2月 - 名古屋物流センターを開設。
  - 4月 - 「とん兵衛」グループ10店舗を営業譲渡により取得。関西進出。
  - 11月 - 有限会社グラマー・フィッシュを吸収合併。
- 2006年8月 - 株式会社エム・アイ・プランニングが持分法適用関連会社となる。
- 2007年9月 - 「佐渡C50」を製造する新潟県佐渡海洋深層水株式会社を子会社化。
- 2008年12月 - 株式会社壽司岩から本格江戸前寿司「築地寿司岩」の事業譲渡を受ける。
- 2014年
  - 8月 - 本社を大森シティビルに移転。旧本社ビルと敷地をヒューリックに売却[2]。
  - 9月 - 平辰社長が相談役に退き、長男の平了寿副社長が後任として昇格[3][4]。
- 2015年10月 - 店舗メンテナンス業務等を行う株式会社ミッドワークを子会社化
- 2020年7月15日、資本金86億2621万9748円から1億円へ減資。
- 2021年
  - 1月 - 主に大庄のフランチャイジー加盟店で居酒屋運営しているかんなん丸は、27店舗の閉店と80人規模の希望退職募集を実施すると発表した。6月末までに閉店する27店舗は「庄や」11店舗、「日本海庄や」11店舗、「やるき茶屋」3店舗のほか、カラオケルーム「うたうんだ村」2店舗で、全61店舗（2020年9月末）の半数近くにあたる。また、80人程度を予定する希望退職は正社員（子会社を含む）を対象とし、3月1日～10日に募集する。退職日は4月1日付。特別退職金を支給し、再就職を支援すると発表。
  - 3月 - カラオケ事業をコシダカホールディングスに譲渡すると発表した。大庄が運営するカラオケ店50店のうち、43店舗を4月30日付で譲り渡す。
  - 4月 - コロナ禍による業績悪化を踏まえ、中間配当を無配にすると発表。

## 会社の現況
2020年8月31日現在

### 株式の状況
- 発行可能株式総数 - 40,000,000株
  - 発行済株数 - 21,198,962株（自己株213,720を含む）
  - 普通株主数 - 33,811名

### 大株主（上位10名）
| 株主名                             | 株数(千株) | 持株比率(%) |
| ---------------------------------- | ---------- | ----------- |
| 株式会社宇宙                       | 5,962      | 28.4        |
| アサヒビール株式会社               | 1,996      | 9.5         |
| 麒麟麦酒株式会社                   | 1,000      | 4.7         |
| サッポロビール株式会社             | 1,000      | 4.7         |
| 株式会社日本カストディ銀行(信託口) | 737        | 3.5         |
| 平辰                               | 625        | 2.9         |
| 従業員持株会                       | 430        | 2.0         |
| 株式会社三菱UFJ銀行                | 420        | 2.0         |
| サントリー酒類株式会社             | 343        | 1.6         |
| 株式会社三井住友銀行               | 336        | 1.6         |

- 自己株式2,719,974株を保有しているが、上記大株主からは除外
- 持株比率は、自己株式を控除して計算

### 重要な親会社及び子会社の現況
- 親会社の現況
  - 該当事項なし
- 子会社の現況

| 会社名                             | 資本金(百万円) | 出資比率(%) | 主要事業内容                         |
| ---------------------------------- | -------------- | ----------- | ------------------------------------ |
| 株式会社DS物流                     | 99             | 100         | 貨物自動車運送業及び酒類・食料品販売 |
| 米川水産株式会社                   | 90             | 100         | 水産物・水産加工品販売               |
| 株式会社アサヒビジネスプロデュース | 60             | 100         | 不動産事業及び害虫防除事業           |
| 株式会社米寿                       | 10             | 80          | 食器・調理備品類の販売               |

### 主要な借入先の状況
| 会社名                       | 借入額(百万円) |
| ---------------------------- | -------------- |
| 株式会社三井住友銀行         | 6,266          |
| 株式会社三菱UFJ銀行          | 3,177          |
| 株式会社横浜銀行             | 1,721          |
| 株式会社みずほ銀行           | 1,064          |
| 株式会社千葉銀行             | 775            |
| 株式会社りそな銀行           | 742            |
| 三井住友信託銀行株式会社     | 370            |
| 株式会社商工組合中央金庫     | 113            |
| 株式会社伊予銀行             | 105            |
| 株式会社武蔵野銀行           | 89             |
| 株式会社東日本銀行           | 43             |
| 株式会社常陽銀行             | 27             |
| 愛知県信用農業協同組合連合会 | 15             |

### 企業集団の使用人の状況
| 区分   | 使用人数 | 前年度末比増減(人) | 平均年齢(歳) | 平均勤続年数(年) |
| ------ | -------- | ------------------ | ------------ | ---------------- |
| 飲食   | 1,753    | △50                | 44.8         | 11.4             |
| 卸売   | 46       | △20                | 43.4         | 12.1             |
| 不動産 | 28       | ▲1                 | 40.0         | 9.3              |
| FC     | 10       | ▲1                 | 46.2         | 11.0             |
| 運送   | 506      | ▲39                | 42.7         | 6.5              |
| その他 | 176      | △15                | 43.9         | 12.2             |

- 上記使用人数には、パート・バイトの期中平均人数1,782名（1日8時間換算）は含んでいない

## 展開業態一覧
- 庄や
- やるき茶屋
- 日本海庄や
- ちゃぽん
- 呑兵衛
- 大和路
- マ・メゾン
- 鮮乃庄→閉店
- すし築地日本海
- ジョン万次郎→閉店
- 讃岐茶屋→閉店
- 個室割烹日本海→閉店
- お好みもんじゃ
- 立ち呑み 呑んき→閉店
- 蕎麦蔵 結
- 茶寮 結
- ととや市場 結→閉店
- 大庄水産
- MIYABI
- 東京酒BAL 塩梅 - 2022年1月時点で、8店舗を展開している[5]。
- 築地日本海
- 浜の母や→閉店
- 満天酒場
- 壽司岩

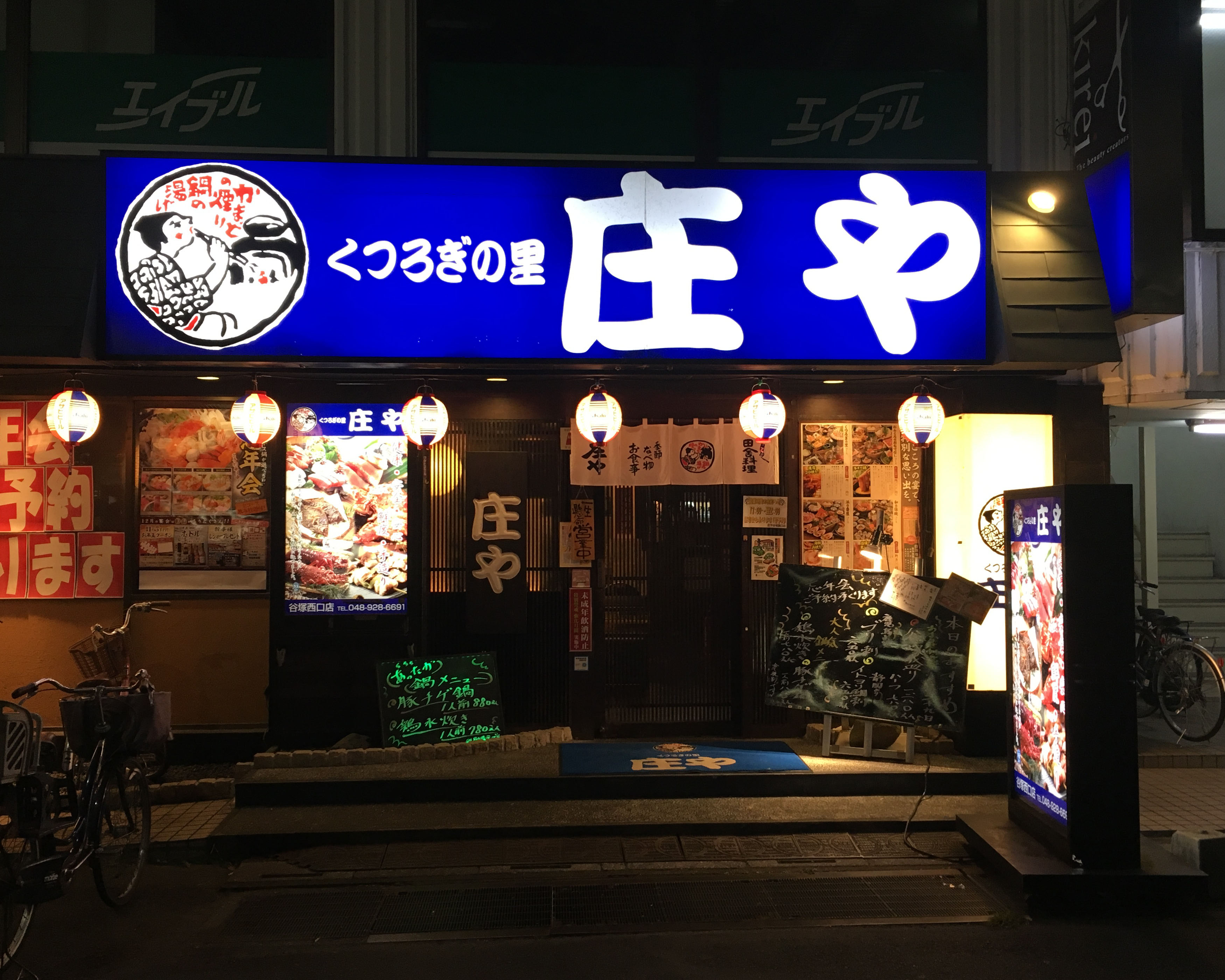
庄や（谷塚西口店）
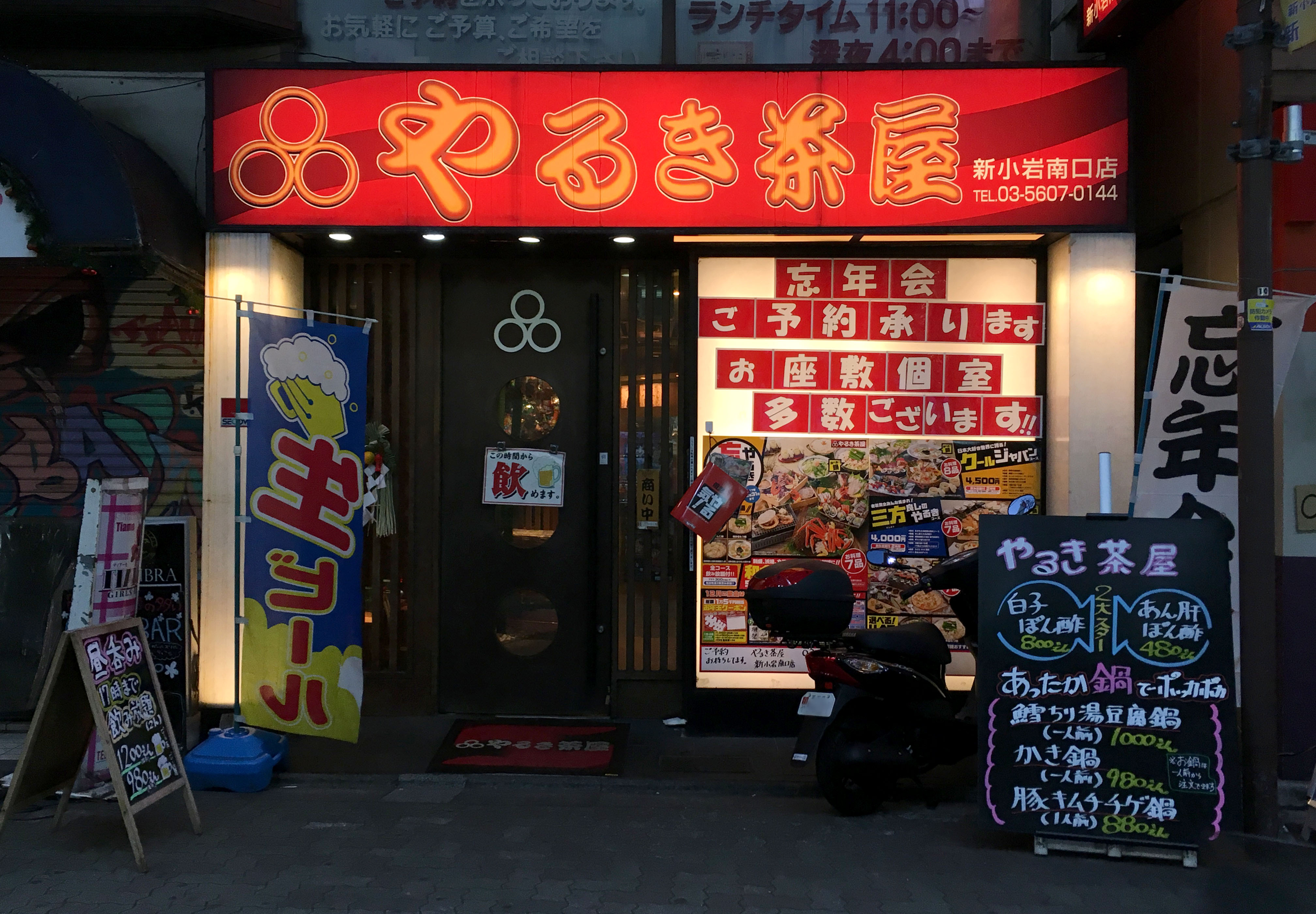
やるき茶屋（新小岩南口店）
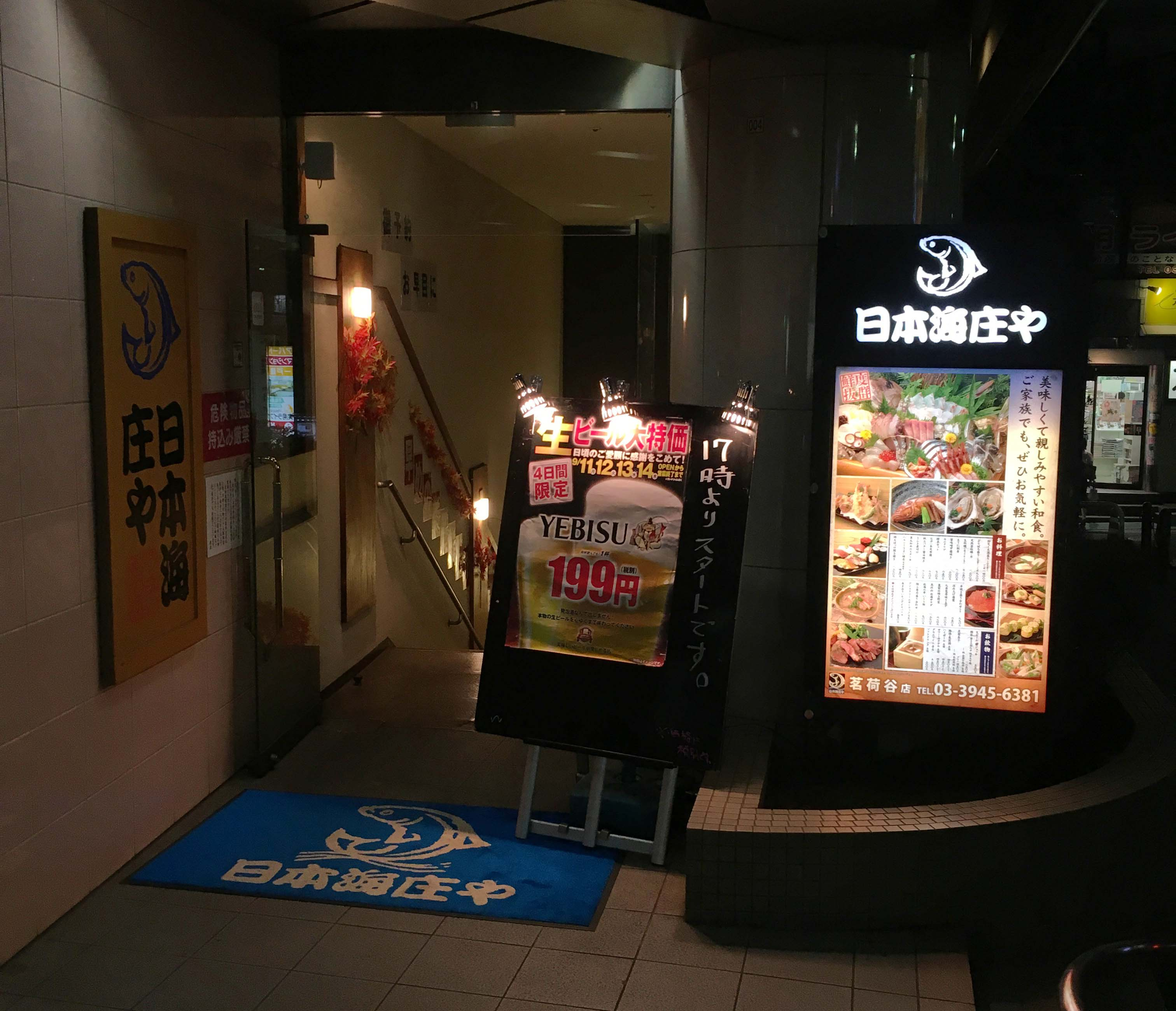
日本海庄や（茗荷谷店）
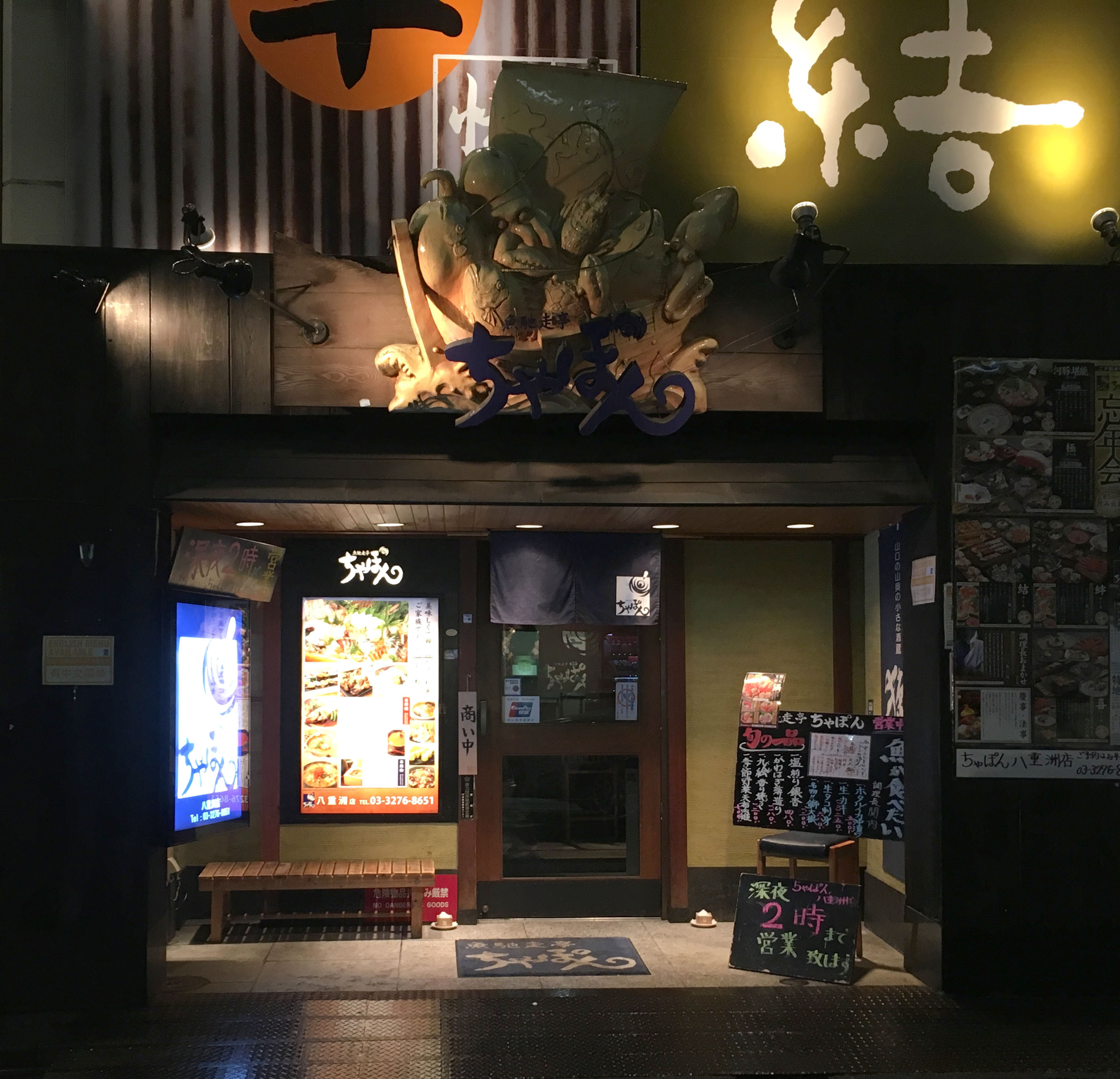
ちゃぽん（八重洲店）
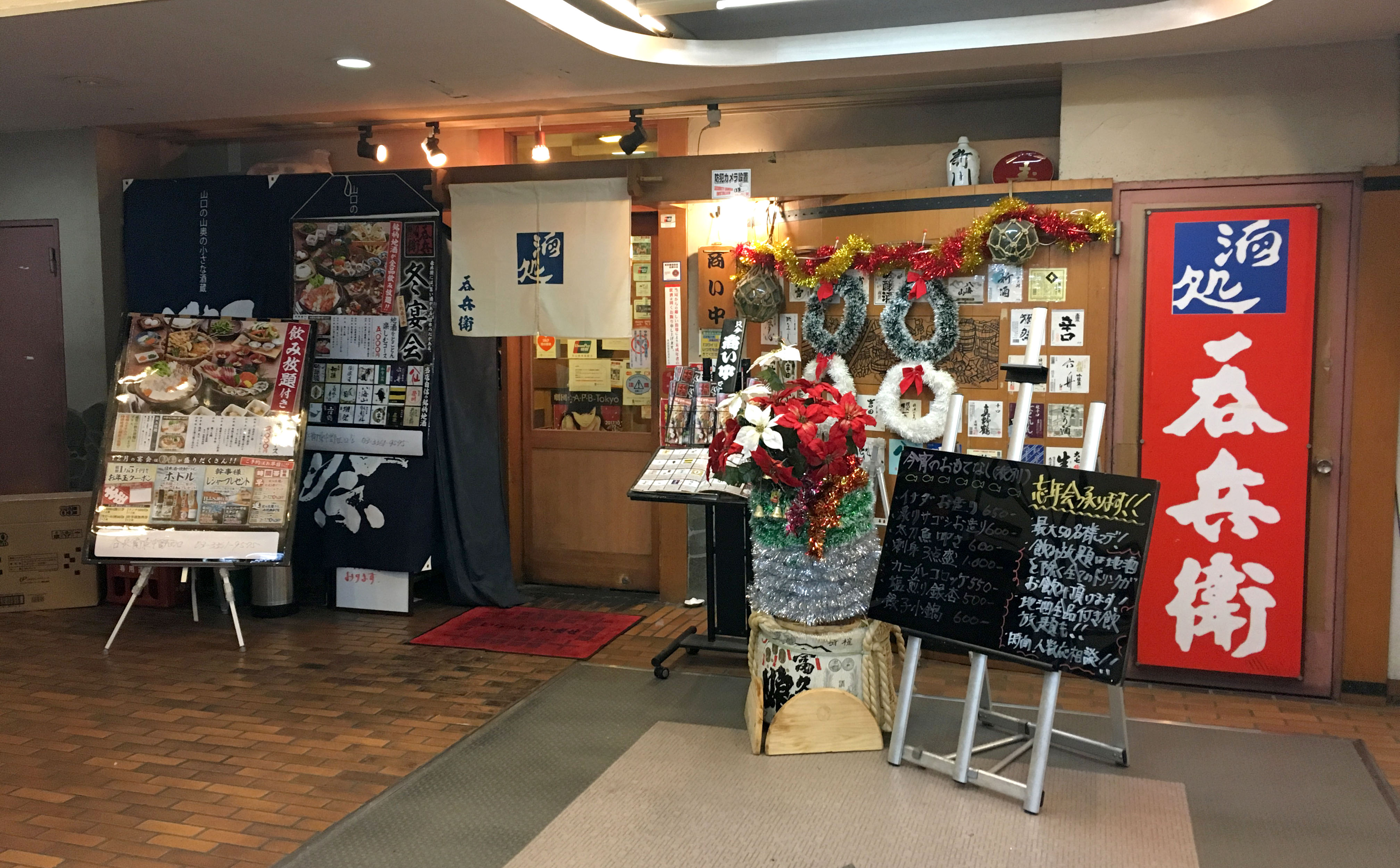
呑兵衛（東中野西口店）
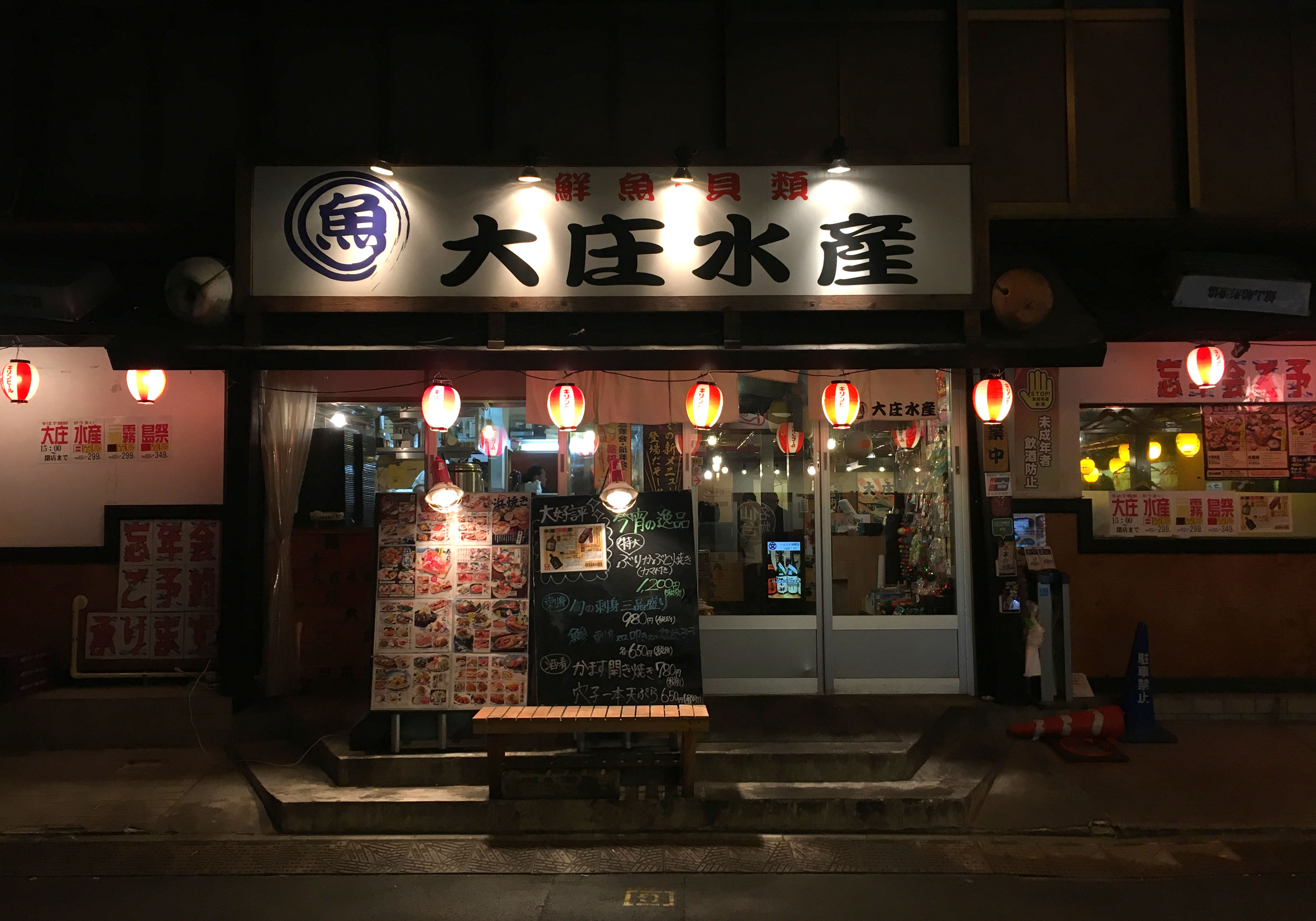
大庄水産（内神田店）
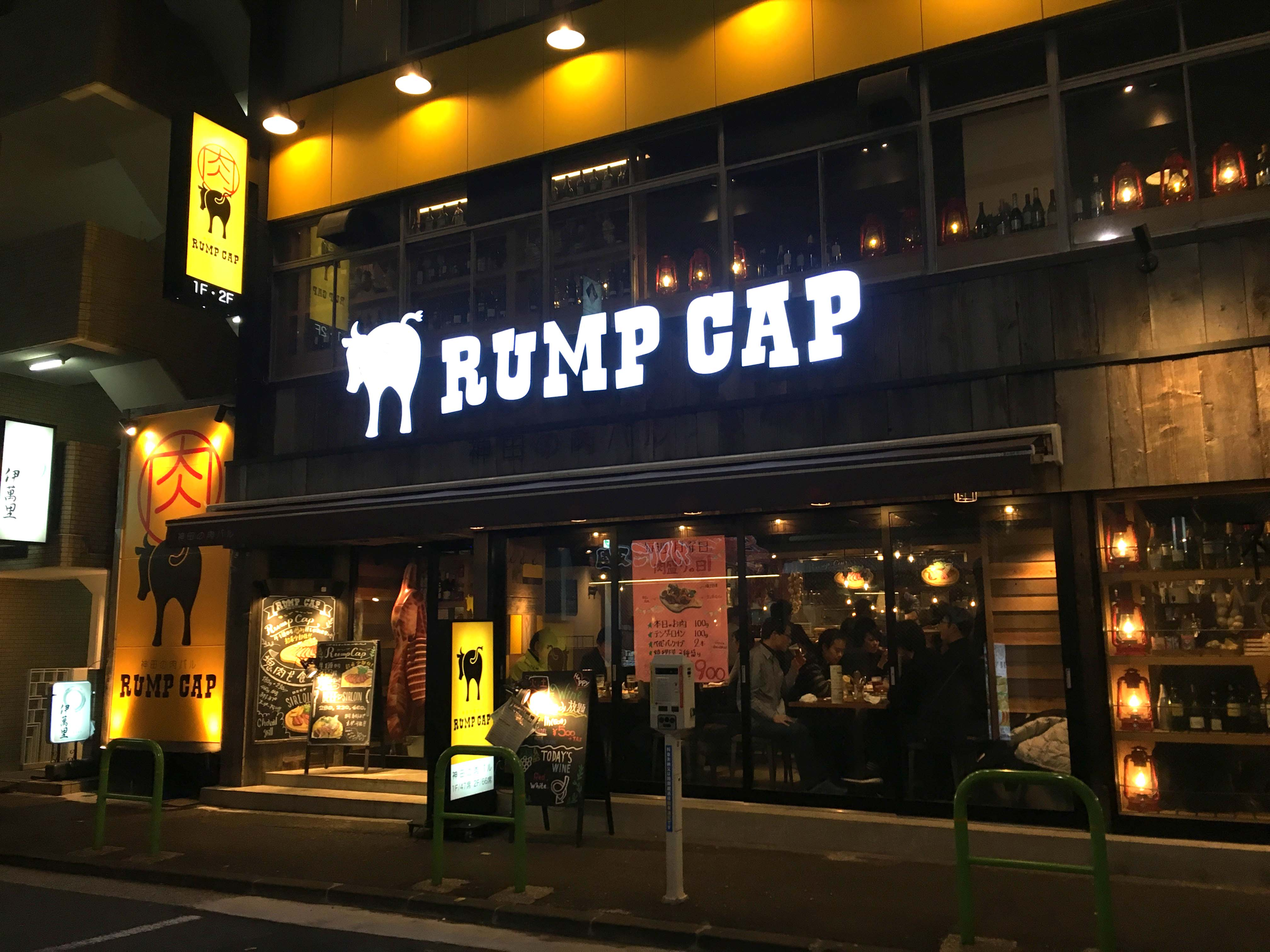
神田の肉バル RUMP CAP（新橋店）
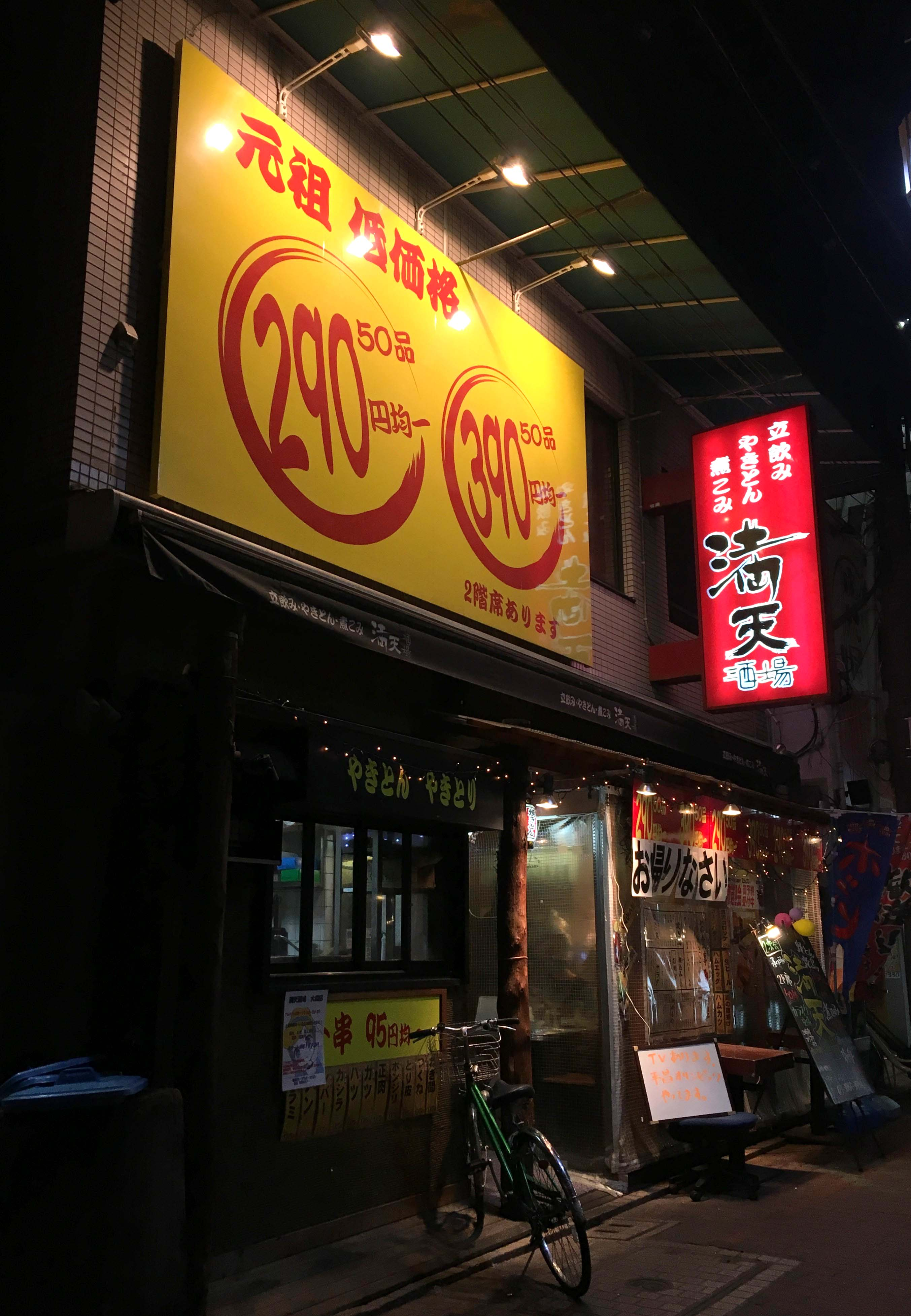
満天酒場（大森店）
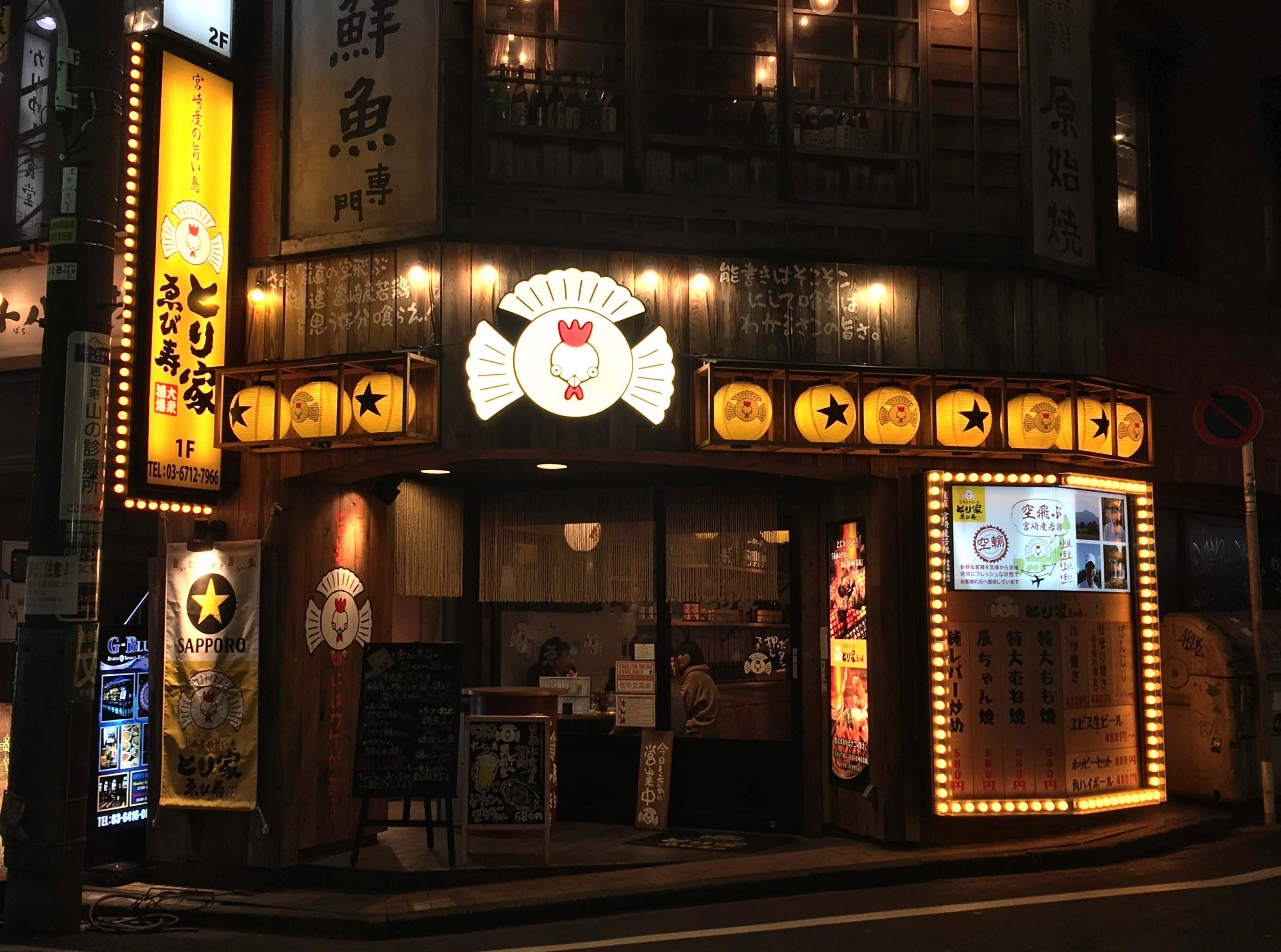
とり家ゑび寿（恵比寿店）

### 過去に展開していた業態
- ステーキレストラン ワイアラ
- 自遊空間

以下は全てカラオケ業態。2021年4月にコシダカHDに売却
- 歌うんだ村
- ファンタジー
- FLAT
- 花

## 東京都調理高等職業訓練校
1978年に社内研修センターとして設立した日本料理専門学院を前身とする。1985年に東京都知事の認定を受けて認定職業訓練による職業訓練校（現・職業能力開発校）として開校した。調理技術のほか食品衛生学まで幅広く知識と能力をもつ人材育成を展開する。

## 労働問題
2008年12月22日、長時間の残業により24歳の従業員が過労死したとして、この従業員の両親が約1億円の損害賠償を求め、京都地方裁判所に訴えを提起した。
原告の主張は、新入従業員を月額19万4,500円で募集していたが、その月額は80時間の残業を前提としており、それ以下の場合は減額され、最低月額は12万3,200円であった。2008年度のリクナビ求人サイトには、月額19万6,400円＋残業手当と書かれていたという。
2010年5月25日、京都地方裁判所は原告の請求を認容、同社と取締役4人に対し約7,860万円の支払いを命じた。判決理由は「長時間労働を前提としており、こうした勤務体制を維持したことは、役員にも重大な過失がある」、「生命、健康を損なわないよう配慮すべき義務を怠った」と指摘している。過労死を巡る訴訟は、会社側が責任を負うことが一般的で、取締役の賠償責任を認めた司法判断は珍しい。原告代理人の弁護士は、「上場企業の役員個人の責任が認められたのは画期的」と述べた。
この第一審判決に対して、被告である大庄側は大阪高等裁判所に控訴する。
2011年5月25日、大阪高等裁判所は約7,860万円の賠償を命じた第一審京都地裁判決を支持、会社側の控訴を棄却した。従業員死亡までの約4カ月間の時間外労働は月平均100時間超で、厚生労働省が定めた過労死認定基準（月80時間超）を上回っていた。控訴審の審理にて、会社側は月100時間までの残業を認めた労使協定があり「外食産業では一般的」と主張したが、裁判所は「過大な残業が常態化し、協定でも補いきれなかったのが実情に近い」と認定し、三六協定や賃金体系の体制作りは「経営判断事項」とする大庄側の主張に対し、「責任感のある誠実な経営者であれば、自社の労働者の至高の法益である生命・健康を損なうことがないような体制を構築し、（中略）義務があることは自明」とその主張を退けた。
控訴人（会社側）らは2011年6月8日、控訴棄却を不服として上告し、引き続き最高裁で争われることになった。
2013年9月、最高裁第三小法廷は大庄側の上告を退ける決定を下した。これにより社長ら個人の賠償責任も認め、遺族へ計約7860万円を支払うよう命じた一、二審判決が確定した。

### 『名ばかり管理職』訴訟
名古屋市内の同社運営の居酒屋で2007年7月から2009年3月まで店長として勤務してきた24歳の元社員の男性が、実際には権限のない『名ばかり管理職』として扱われ、過労死ラインに当たる月80時間以上の労働をさせられた上、管理職扱いで月80時間分の固定残業代しか支払われなかったとして、2009年7月8日、未払い賃金と慰謝料を合わせて計約570万円の支払いを求め、名古屋地裁に提訴した。

### 時間外労働による労働基準法違反の疑い不起訴
2015年5月27日、東京労働局は東京地検に時間外労働による労働基準法違反で株式会社大庄および店長2人を書類送検した。2013年10月に「庄や」有楽町店で勤務する男性社員に93時間、「マ・メゾン」小平店で調理担当の男性アルバイトに90時間の時間外労働をさせた疑いによるものである。東京地検による調べの結果、会社および店長2人ともに「不起訴」となった。

### 違法な長時間労働を課し、放置したとして同社に約1400万円を支払うよう命じる判決
2021年10月25日、居酒屋チェーン店「庄や柏西口店」で調理担当者として働いていた男性（62）が、過重労働で脳出血を発症し左半身がまひする障害を負ったとして、大庄に約5600万円の損害賠償を求めた訴訟で、東京地裁は同社に約1400万円を支払うよう命じる判決を言い渡した。松田典浩裁判長は「違法な長時間労働を課し、放置した」と述べた。判決は、男性は昼夜逆転の生活が恒常化し、睡眠も十分ではなかったと指摘。発症までの1ヶ月間の時間外労働は93時間を超え、忘年会シーズンで深夜の勤務が常態化するなど業務が過重だったとして、発症との因果関係を認めた。
大庄は「判決文が届いていないのでコメントは控えたい」としている。